# Gerd Adloff
Gerd Adloff (geboren am 28. August 1952 in Ost-Berlin) ist ein deutscher Lyriker, Fotograf, Kulturjournalist und Literaturwissenschaftler.

## Leben
Gerd Adloff war nach seinem dreijährigen Wehrdienst zunächst als Buchhändler und Packer in einer Druckerei tätig. Von 1976 bis 1981 studierte er mit Diplomabschluss Germanistik an der Humboldt-Universität in Berlin. Von 1981 bis 1992 arbeitete er am Zentralinstitut für Literaturgeschichte der Akademie der Wissenschaften der DDR, u. a. an einem Lexikon zur deutschsprachigen Literatur. Er ist mit der Lyrikerin Elisabeth Wesuls verheiratet, die beiden haben zwei gemeinsame Kinder.
1973 publizierte er in der führenden Literaturzeitschrift der DDR, Sinn und Form, eine Rezension zu Ulrich Plenzdorfs viel diskutierter Erzählung „Die neuen Leiden des jungen W.“, die im Jahr zuvor dort erschienen war. Ende der 1970er Jahre erschienen Gedichte von ihm in der Berliner Papiertaube, einer nach ihrem Selbstverständnis „literarischen Flugschrift“ (1978) bzw. „unregelmäßig erscheinenden Flugschrift literarischer Couleur im Neuen Fanal Verlag“. Er veröffentlichte Gedichte in literarischen Zeitschriften und in der Anthologie Vogelbühne, die im Verlag der Nation erschien. 1985 veröffentlichte er seinen ersten Gedichtband mit dem Titel Fortgang. 1989 war er mit Asteris Kutulas Herausgeber des vierten Bandes der Reihe Bizarre Städte. Von 1992 bis 1999 arbeitete er im Literaturverein Orplid mit und war zeitweilig Lektor der Lyrikheftreihe Poet's Corner.
Adloff ist auch als Übersetzer von Lyrik aus dem Ungarischen hervorgetreten.
Seit 1993 beschäftigte er sich intensiv mit Fotografie, stellte seine Arbeiten im Irish Berlin, im Aufsturz, im Theater unterm Dach und im Café Cralle aus und veröffentlichte unter anderem in den Zeitschriften Magazin, irland almanach, Oya, Partisanen und Poesiealbum. In der Tageszeitung junge Welt erscheinen regelmäßig Gedichte und literaturjournalistische Beiträge von ihm.
Gerd Adloff lebt und arbeitet in Berlin.

## Werke
- Gedichte in: Papiertaube. Literarische Flugschrift (hrsgg. von Dieter Kerschek, Lothar Feix), Nr. 2 und Nr. 3, Berlin (DDR) 1978
- Gedichte in: Papiertaube. Unregelmäßig erscheinende Flugschrift literarischer Couleur (hrsgg. von Dieter Kerschek, Lothar Feix), Ausg. Februar/März, Neuer Fanal Verlag, Berlin (DDR) 1979
- Fortgang. Gedichte. Verlag der Nation, Berlin 1985
- Gedichte, Reihe Versensporn. Heft für lyrische Reize Nr. 4, Edition Poesie Schmeckt gut, Jena 2011
- Wir erwarten die Zukunft in Kürze. Mit einer Monotypie von Silka Teichert. Teil 2012, Januar in der Reihe Epidemie der Künste: Schock-Edition: fünf mal zwölf Gedichte. Hrsg. von Kai Pohl. Distillery, Berlin 2012, ISBN 978-3-941330-32-0
- Zwischen Geschichte und September. Gedichte. Grafiken von Horst Hussel. Corvinus Presse, Schöneich 2015, ISBN 978-3-942280-33-4
- Gedichte in: Alles Glück dieser Erde. Mit Grafiken von Klaus Zylla. Corvinus Presse 2017. ISBN 978-3-942280-36-5
- Möblier dein Herz mit Zuversicht. Gedichte 1977 bis 2017. Auswahl von Ralf Friel. Mit Montagen von Gregor Kunz. Molokoprint, 2019, ISBN 978-3-943603-47-7